# Vembadithalam
Vembadithalam es una ciudad censal situada en el distrito de Salem en el estado de Tamil Nadu (India). Su población es de 7331 habitantes (2011). Se encuentra a 16 km de Salem y a 44 km de Erode.

## Demografía
Según el censo de 2011 la población de Vembadithalam era de 7331 habitantes, de los cuales 3742 eran hombres y 3589 eran mujeres. Vembadithalam tiene una tasa media de alfabetización del 80,95%, superior a la media estatal del 80,09%: la alfabetización masculina es del 87,55%, y la alfabetización femenina del 74,11%.